# Фрикер, Миранда
Миранда Фрикер (англ. Miranda Fricker; род. 12 марта 1966) — британский философ, профессор философии Нью-Йоркского университета, содиректор Нью-Йоркского института философии и почетный профессор Шеффилдского университета. Фрикер ввела термин эпистемическая несправедливость, понятие несправедливости, совершенной против кого-то «особенного в качестве знающего», и исследовала это понятие в своей книге 2007 года «Эпистемическая несправедливость».

## Образование и карьера
Фрикер получила степень доктора философии в Оксфордском университете в 1996 году. Она преподавала в Биркбеке Лондонского университета, Шеффилдском университете, The Graduate Center, CUNY и перешла в Нью-Йоркский университет в 2022 году.
Она была избрана членом Британской академии в 2016 году и членом Американской академии искусств и наук в 2020 году.

## Избранные публикации

### Книги
- The Cambridge Companion to Feminism in Philosophy, co-edited with Jennifer Hornsby[англ.] (Cambridge University Press, 2000)
- Epistemic Injustice: Power and the Ethics of Knowing (Oxford University Press, 2007)
- Reading Ethics: Selected Texts with Interactive Commentary, co-authored with Samuel Guttenplan (Wiley-Blackwell, 2009)
- The Epistemic Life of Groups: Essays in the Epistemology of Collectives, eds. Brady & Fricker (Oxford University Press, 2016)
- Routledge Handbook of Social Epistemology, eds. Fricker, Graham, Henderson & Pedersen (Routledge, 2019)

### Избранные статьи
- «Powerlessness and Social Interpretation», Episteme: A Journal of Social Epistemology Vol. 3 Issue 1-2 (2006); 96-108
- «Epistemic Injustice and A Role for Virtue in the Politics of Knowing», Metaphilosophy vol. 34 Nos. 1/2 Jan 2003; reprinted in M. Brady and D. Pritchard eds. Moral and Epistemic Virtues (Blackwell, 2003)
- «Life-Story in Beauvoir’s Memoirs», The Cambridge Companion to Simone de Beauvoir ed. Claudia Card (CUP, 2003)
- «Confidence and Irony», Morality, Reflection, and Ideology ed. Edward Harcourt (OUP, 2000)
- «Pluralism Without Postmodernism», The Cambridge Companion to Feminism in Philosophy eds. M. Fricker and J. Hornsby (CUP, 2000)